# Yves Klein
Yves Klein (pronunție în franceză [iv klɛ̃]; n. 28 aprilie 1928, Nisa, Franța – d. 6 iunie 1962, Paris, Franța) a fost un pictor francez minimalist, o importantă figură artistică în arta europeană de după cel de-Al Doilea Război Mondial, asociat cu neo-dadaismul, pop art, 
respectiv cu postmodernismul timpuriu, figură importantă a mișcării artistice franceze cunoscută ca Nouveau réalisme fondată în 1960 de criticul de artă Pierre Restany.
Klein, un vizionar, declara în 1954: "oamenii vor începe să picteze tablouri într-o singură culoare și cu nimic altceva în afară de culori". Klein a fost pictorul care s-a devotat albastrului. A reușit ca numele său să fie atribuit unei nuanțe a acestei culori: "Albastru Klein Internațional".